# Рекаред I
Рекаред I је био визиготски краљ, који је владао између 586. и 601. године. На Толедском сабору, који је одржан 589. године, одбацио је аријанство ради прихватања новог симбола вере са уметнутим изразом Филиокве, што такође није било у складу са начелима правоверног хришћанства.
Рекаред је био млађи син визиготског краља Леовигилда. Као и његов отац, Рекаред је имао престоницу у Толеду. Визиготски краљеви и пламство традиционално су били аријанске вероисповести, док су њихови хиспаноромански поданици већином били правоверни хришћани. Један од правоверних епископа, Леандар Севиљски, утицао је на Рекаредовог старијег брата Херменегилда да напусти аријанство и преобрати се у правоверно хришћанство. То је довело до сукоба између Леовигилда и Херменегилда, који се завршио погубљењем одметнутог краљевића. Након смрти брата, нови наследник престола је постао Рекаред.
Када је Леовигилд умро, Рекаред је постао нови краљ Визигота. Вођен рођачким везама са франачком владарском кућом Меровинга, као и својом маћехом Госвинтом која је проповедала хришћанско правоверје, послао је изасланике њеном унуу, краљу Хилдеберту II и његовом ујаку Гунтраму, краља Бургундије, са предлогом о склапању савеза и међусобне помоћи у случају напада од треће стране. Међутим, Гунтрам је одбио да прими визиготске изасланике.
На сабору у Толеду маја 589. године, Рекаред се одрекао аријанства и усвојио нови, Толедски симбол вере са уметнутим изразом Филиокве, што такође није било у складу са начелима хришћанског правоверја. Овај чин је био један од најважнијих догађаја за време његове владавине и представља прекретницу у верској историји не само Визиготске краљевине, већ и читавог западног хришћанства. Наиме, уметањем израза Филиокве (лат. Filioque) у симбол вере промовисано је учење о двоструком исхођењу Светог духа, не само од Оца, већ и од Сина, што је било у супротности са правоверним учењем, оличеним у изворном Никејско-цариградским симболу вере. Толедски симбол вере се током наредних векова проширио на хришћанском западу, а почетком 11. века је био званично прихваћен и у самом Риму, што је потом довело до Великог раскола (1054).
Већина визиготских племића и свештенства следила је његов пример, напустивши аријанство, али било је и побуна преосталих аријанаца, понајвише у Септиманији, најсевернијој провинцији иза Пиринеја, где је вођа отпора био аријански бискуп Аталох, кога су његови непријатељи сматрали отелотворењем самог Арија. Од световних вођа побуне у Септиманији, грофови Граниста и Вилдигерн су се обратили Гунтраму од Бургундије за помоћ, који је ту видео прилику за освајање нових територија те је послао свог војводу Дезидеријса. Рекаредова војска је победила аријанске побуњенике и њихове савезнике који су страдали у великом покољу у коме је и сам Дезидерије био убијен.
Побуна је такође избила и у Лузитанији, провинцији на западу полуострва. Њен вођа је био Суна, аријански бискуп Мериде, као и гроф Сего. Рекаредов дукс Лузитаније је угушио побуну, Суна је био протеран у Мавретанију а Сего се повукао у Галицију. У другој половини 588. године, аријански бискуп Улдила и краљица удова Госвинта су сковали заверу, али били су откривени те је Улдила протеран.
Леандар и правоверни бискупи су одмах успоставили програм потпуноg елиминисањa аријанства као јереси, али и присилног покрштавања хиспанских Јевреја. Потоња римокатоличка историографија је ове прогоне традиционално приписивала визиготским краљевима. Након Рекаредове смрти, на синоду који је одржан 633. године у Толеду, бискупи су преузели на себе право избора краља које је до тада припадало племству, чиме је прелазак власти на цркву био заокружен.
Традиционални извори црквеног порекла из доба Рекаредове владавине (списи Гргура Турског и Исидора Севиљског) позитивно описују оштру и ревносно фанатичну политику против Јевреја, ограничавајући им слободе прогласима канона и синода. Модерни историчари су поново простудирали овај став и закључили да су Визиготи били традиционално толерантни. Папа Гргур I је био убеђен да је Рекаред одбио мито које му је нудила јеврејска заједница која је била веома моћна и утицајна на целом Медитерану, а да су се Рекаредови закони побринули да се деца из хришћанско-јеврејских бракова крсте, што је за Јевреје имало мало значаја, с обзиром да према јеврејским законима, ако мајка није Јеврејка, или ако јесте али је родила ван јеврејске заједнице, њено дете се ионако није сматрало Јеврејином. Рекаред је укинуо смртну казну за Јевреје осуђене за прозелитизам међу хришћанима и игнорисао је Гргуров захтев да се Јеврејима забрани трговина хришћанским робовима у Нарбону. Међу канонима пет синода који су се одржали током Рекаредове владавине, Е. А. Томсон није могао да нађе ни један који би ишао на штету Јевреја.
Информације о остатку Рекаредове владавине су оскудне. Исидор Севиљски хвали његову мирну владавину, милосрђе и великодушност. Вратио је велике комаде земље цркви а неке и приватним лицима које су биле конфисковане за време владавине његовог оца и основао је и саградио многе цркве и манастире. Гргур Велики, у једном писму Рекареду 599. године (Епистолас, IX, 61,121) уздиже га зато што је прихватио истинску веру и подстакао друге да то исто учине, одбивши мито које су му понудили Јевреји да ублажи законе против њих. Шаље му такође и неке реликвије: део крста на ком је распет Исус, део ланаца којима је био окован св. Петар, и неколико власи св. Јована Крститеља.
Рекареда је наследио његов млади син, Лијува II.